# DB-Baureihe 408
Die Baureihe 408 ist eine Baureihe von Hochgeschwindigkeitstriebzügen der ICE-Flotte der Deutschen Bahn. Vom Hersteller Siemens Mobility werden sie als Velaro MS (MS für MultiSystem) bezeichnet. Die Züge wurden von der Deutschen Bahn der ICE-3-Flotte zugeordnet und als ICE 3neo bezeichnet.

## Geschichte

### Bestellung
Im August 2019 schrieb die DB einen Liefervertrag für bis zu 90 ab Dezember 2022 im Fahrgastbetrieb einsetzbare, mit Zügen der Baureihe 407 betrieblich kuppelbare, etwa 200 m lange, mindestens 300 km/h schnelle Mehrsystemtriebzüge für den Einsatz in Deutschland, Belgien und den Niederlanden aus. Der Einsatz im Fahrgastbetrieb sollte bereits ab Dezember 2022 erfolgen können. Nach dieser „Marktsondierung“ folgte ein Bieterwettbewerb.
Basierend auf der Velaro-Plattform und der bereits eingesetzten Baureihe 407 bot Siemens die für den grenzüberschreitenden Einsatz verlangten Mehrsystemzüge an und erhielt im Juli 2020 den Auftrag, 30 dieser Züge im Wert von rund einer Milliarde Euro zu liefern; darüber hinaus wurde eine Option auf 60 weitere Triebzüge vereinbart.
Anfang Februar 2022 gab die DB bekannt, die Option teilweise ausgeübt zu haben, und erhöhte die Bestellung um weitere 43 auf insgesamt 73 Züge. Das Auftragsvolumen für die 43 zusätzlichen Züge beträgt rund 1½ Milliarden Euro. Im Mai 2023 gab die Deutsche Bahn die Bestellung weiterer 17 Triebzüge bekannt. Somit erhöht sich die Bestellung auf insgesamt 90 Triebzüge.
Anfang 2022 gab der damalige Vorstand Produktion bei DB Fernverkehr, Philipp Nagl, bekannt, dass die Züge der Baureihe 408 vorläufig nicht für Doppeltraktionen mit Zügen der Baureihe 407 zugelassen werden sollen. Ebenso wurde die ausstehende Zulassung der Baureihe 407 für Belgien zurückgestellt.
Die Züge ergänzen seit Dezember 2022 die 300-km/h-Flotte und lösten ab Juni 2024 die Züge der Baureihe 406 auf den „ICE International“-Linien nach Belgien und in die Niederlande ab.

### Produktion und Inbetriebnahme
Die Produktion der Züge begann unmittelbar im Anschluss an die Produktion der Velaro TR im Siemenswerk in Krefeld-Uerdingen im Sommer 2021. Im August 2021 absolvierte der erste Triebzug der Baureihe 408 (Tz 8001) erstmals eine Fahrt aus eigener Kraft im Prüfcenter Wegberg-Wildenrath.
Bis November 2021 wurde ein zweiter Triebzug fertiggestellt. Im Januar 2022 begann der erste Triebzug der Baureihe 408 (Tz 8001) Testfahrten auf den Schnellfahrstrecken Hannover–Würzburg, Nürnberg–Ingolstadt und Erfurt–Leipzig/Halle sowie der Rheintalbahn. Der erste Zug wurde am 1. Februar 2022 im ICE-Werk Berlin-Rummelsburg präsentiert. Er wurde laut Bahn in der Rekordzeit von nur zwölf Monaten gebaut – so schnell wie noch nie ein ICE zuvor. Anfang November 2022 rückten die ersten Triebzüge nach erfolgreicher Abnahme zur Aufrüstung für den Fahrgastbetrieb in DB-Werke ein, z. B. Tz 8009 am 6. November ins Werk Köln Bbf. Die Zulassung für Deutschland wurde im November 2022 durch die Europäische Eisenbahnagentur erteilt.
Ab November 2023 sollte alle 16 Tage ein neuer Triebzug ausgeliefert werden, alle 90 Triebzüge sollen bis Oktober 2028 ausgeliefert werden.
Die Testfahrten in Belgien begannen im Frühjahr 2023 und in den Niederlanden im Juni 2023. Die Zulassung für den Einsatz in Belgien und in den Niederlanden in Einzel- und Doppeltraktion erfolgte am 27. Mai 2024 durch die Eisenbahnagentur der Europäischen Union.
Wie im Mai 2024 berichtet wurde, war die Auslieferung ab dem 23. Triebzug aufgrund von Schweißproblemen ausgesetzt worden. Laut Angaben von Siemens seien im „Rahmen der Qualitätssicherung im Fertigungsprozess (…) Abweichungen an Bauteilen eines Unterlieferanten aufgefallen“. Siemens und die DB seien im engen Austausch zum weiteren Vorgehen. Es seien nur Züge betroffen, die bislang noch nicht an die DB übergeben worden seien. Die DB hatte zu diesem Zeitpunkt 20 Einheiten im Bestand (8001 bis 8022, ohne 8002 und 8006). Die für internationale Zulassungsfahrten verwendeten Triebzüge 8002 und 8006 warteten noch auf Anpassungen durch Siemens. Im Juli 2024 wurde die Abnahme neuer Triebzüge von der DB wieder aufgenommen und Stand Juni 2025 stehen daher 29 Triebzüge für den Fahrgasteinsatz zur Verfügung.

### Einsatz
Am 5. Dezember 2022 ging der erste Triebzug als ICE auf der Schnellfahrstrecke Köln–Rhein/Main in den Fahrgasteinsatz. Seit dem Fahrplanwechsel im Dezember 2022 wird der Triebzug regelmäßig auf dieser Strecke eingesetzt, an einzelnen Tagen auch verlängert nach Dortmund und München. Ende Dezember 2022 waren vier Triebzüge in Dienst gestellt. Sie werden planmäßig zwischen Dortmund, Köln und Frankfurt am Main sowie auf einzelnen Zügen bis München über Stuttgart und die Schnellfahrstrecke Wendlingen–Ulm eingesetzt.
Mitte Juli 2023 wurde der erste Zug mit neuer Inneneinrichtung fertiggestellt.
Im Fernverkehr nach Belgien und den Niederlanden werden die Züge seit Mitte Juni 2024 eingesetzt. Dies sei laut DB-Angaben ein halbes Jahr früher als ursprünglich geplant. Im Juli 2025 wurde gemeldet, dass die Züge in Zukunft auch nach Paris und Warschau eingesetzt werden sollen. Dafür ist geplant, bis zu 32 Garnituren mit der erforderlichen technischen Ausstattung für den Betrieb in Frankreich und Polen auszurüsten sowie zuzulassen, wobei die Zulassung der Züge zwischen 2031 und 2032 geplant ist.

## Ausstattung

### Allgemein
Alle Züge bestehen aus acht Wagen und werden gegenüber den bauähnlichen Zügen der Baureihe 407 mit zwei Außentüren je Seite (408.6 und 408.8) mehr, sowie einer exklusiv für Rollstuhlfahrer vorgesehenen Tür (408.3) ausgestattet. Weitere Änderungen gegenüber der Baureihe 407 sind unter anderem:
- 8 Fahrradstellplätze im Endwagen 2. Klasse
- geänderte Hublifte
- farbige Akzentbeleuchtung
- mehr Gepäckregale
- Mobilfunktransparente Scheiben
- WC mit neuem Design und berührungslosen Desinfektions- und Seifenspendern
- ETCS-Fahrzeuggerät Siemens Trainguard 200 statt Hitachi Rail STS
- optimierte Galley
- veränderte Sitzhinterseiten mit Tablethalter und Kleiderhaken
- zwei statt einer Steckdose zwischen den Sitzen

| Wagennummer (Gattung) | Beschreibung                        | Sitzplätze                        |
| --------------------- | ----------------------------------- | --------------------------------- |
| 29/39 (Apmzf 408.0)   | Endwagen 1. Klasse                  | 45 (1. Klasse)                    |
| 28/38 (Apmz 408.1)    | Mittelwagen 1. Klasse               | 54 (1. Klasse)                    |
| 26/36 (BRmz 408.2)    | Bordrestaurant                      | 23 (2. Klasse) (16 Restaurant)    |
| 25/35 (Bpmbsz 408.3)  | Zweite-Klasse- und Servicewagen     | 38 (2. Klasse) 02 Rollstuhlplätze |
| 24/34 (Bpmz 408.8)    | Mittelwagen 2. Klasse               | 76 (2. Klasse)                    |
| 23/33 (Bpmz 408.7)    | Mittelwagen 2. Klasse               | 76 (2. Klasse)                    |
| 22/32 (Bpmz 408.6)    | Mittelwagen 2. Klasse               | 76 (2. Klasse)                    |
| 21/31 (Bpmdzf 408.5)  | Endwagen 2. Klasse und Fahrradwagen | 51 (2. Klasse) 08 Fahrradplätze   |

### Barrierefreiheit
Ein niveaugleicher Einstieg vom Bahnsteig ist ohne Weiteres nicht möglich. Deswegen werden die Züge mit neu entwickelten Hubliften für Rollstuhlfahrer ausgestattet. Diese sind für Rollstühle bis 72 cm Breite ausgelegt. Die zwei Hublifte – je einer pro Zugseite – sind dabei in einer Tür verbaut, die nur von mobilitätseingeschränkten Personen benutzt werden kann. Der Hublift muss vom Zugpersonal bedient werden.
Die Universaltoilette wurde gegenüber den Vorgängerzügen überarbeitet und befindet sich zwischen Rollstuhlplätzen und Hubliften.

### Tz 8001 bis 8016 (1. Abruf 1. Teil)

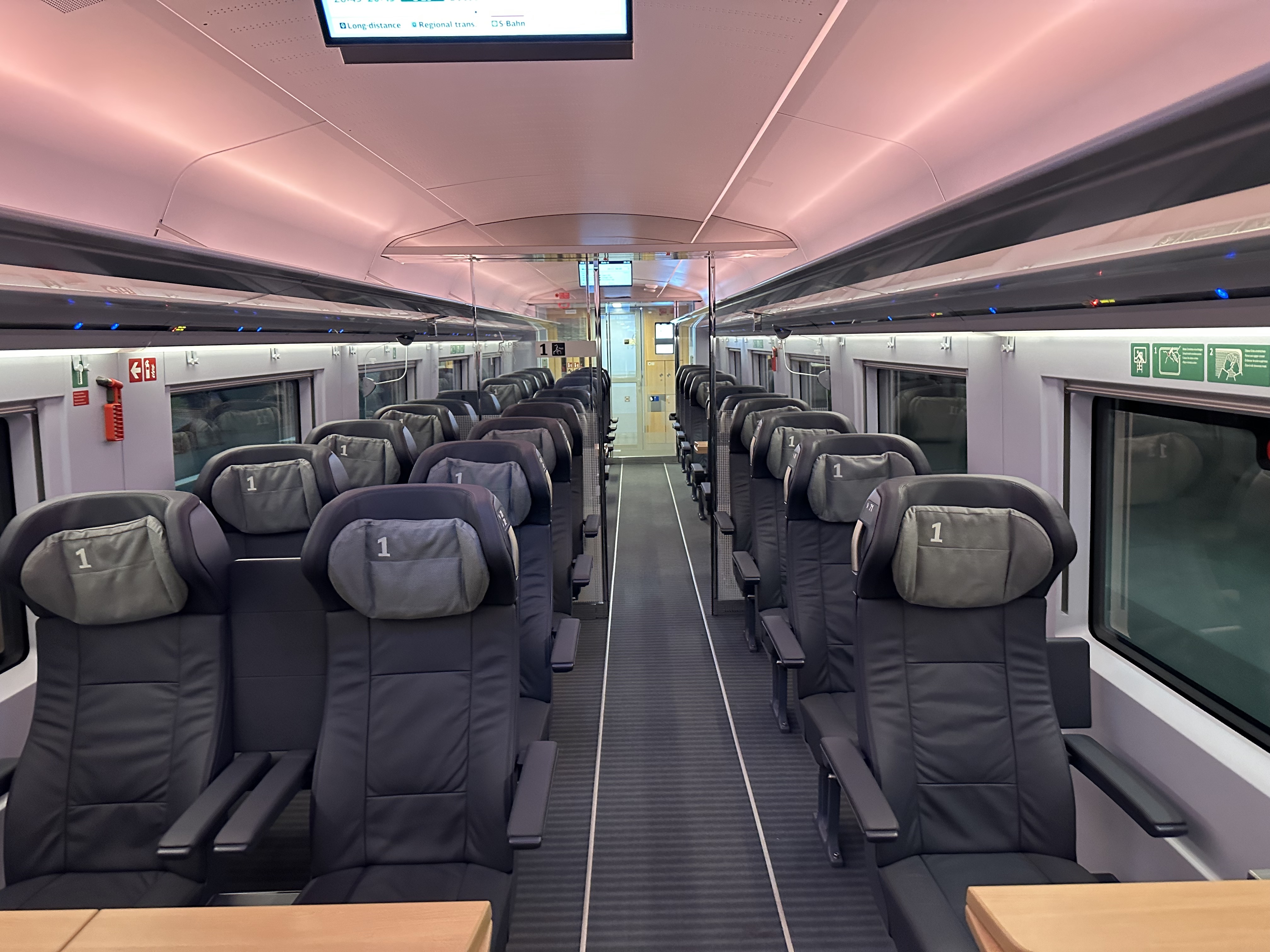
1.-Klasse-Innenausstattung des Tz 8004 (Apmzf 408.0).

Die ersten 16 Züge werden mit einer Innenausstattung geliefert, die der des ICE 4 ähnelt, unter anderem optimierte Sitze vom Typ Clerprem Hermes Show.

### Tz 8017 bis 8030 (1. Abruf 2. Teil)
Seit dem im Oktober 2023 in Dienst gestellten 17. Triebzug werden die Züge mit einem neuen Innendesign ausgeliefert. Dieses beinhaltet in beiden Wagenklassen neue Stoffe und eine veränderte Ergonomie, auch lassen sich jetzt wieder Lehne und Sitzkissen getrennt voneinander verstellen, die Kopfstütze verstellt sich neu auch wieder mit.

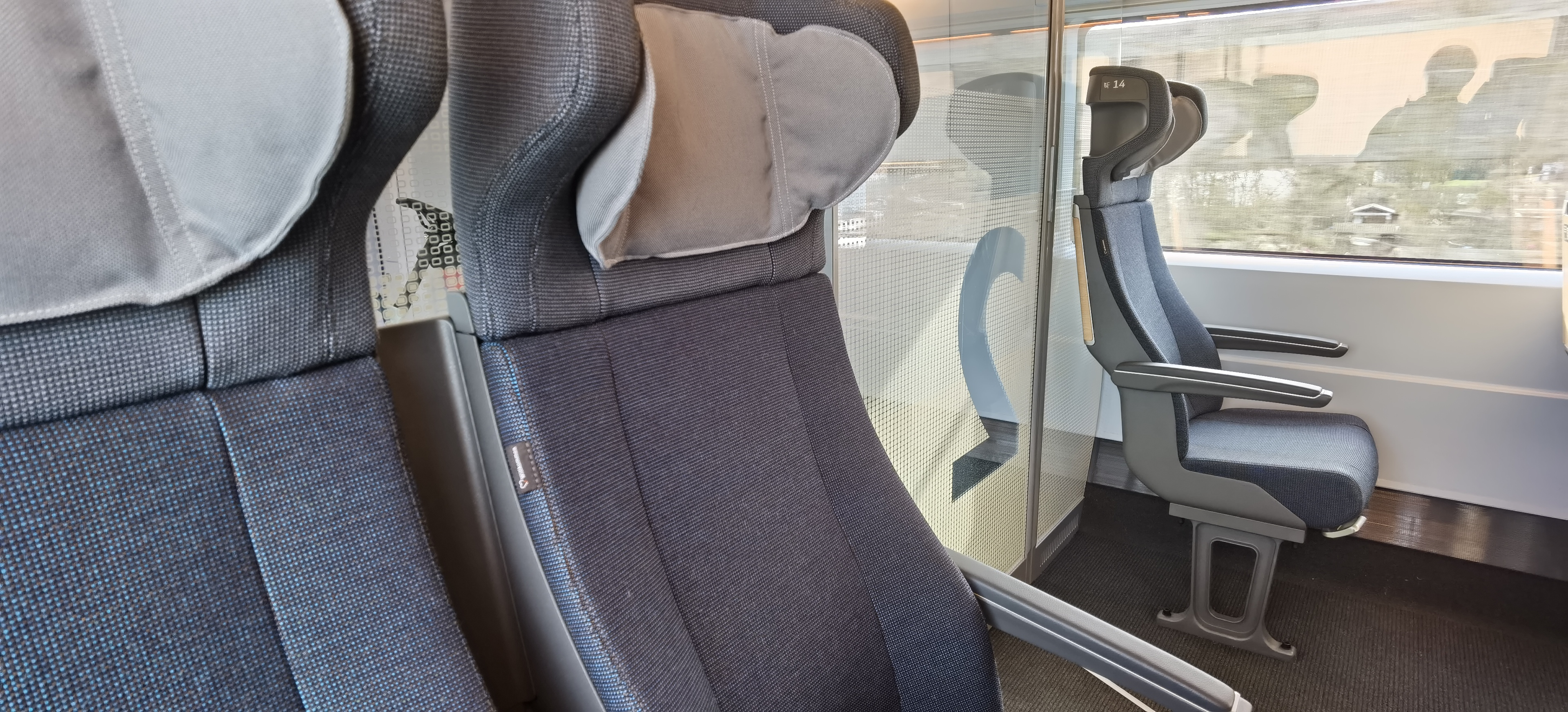
Neue Sitze in der 2. Klasse mit anderen Kopfpolstern

Auch wurden neu gestaltete Tische am Vordersitz mit einem integrierten Tablethalter und Holzoptik angebracht.

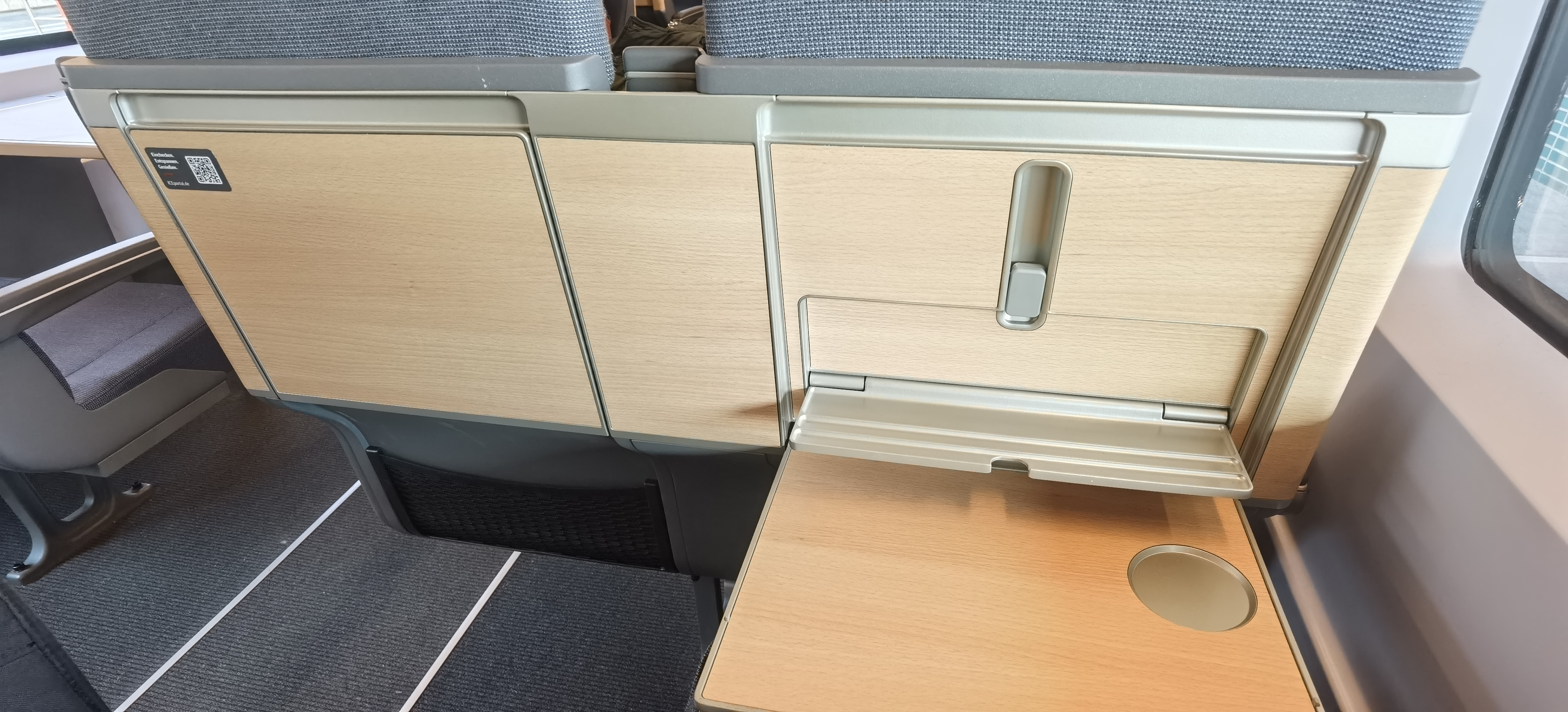
Neue Klapptische mit integriertem Tablet- bzw. Smartphonehalter

Die Toiletten lassen sich jetzt neu auch berührungslos per Sensor spülen. Im Bordrestaurant wurden keine signifikanten Änderungen vorgenommen. Dieses Design orientiert sich am im Frühjahr 2022 vorgestellten neuen ICE-Design.

### Tz 8031 bis 8090 (2. Abruf und 3. Abruf)
Die Triebzüge ab Tz 8031 sind zusätzlich zu den Ausstattungsmerkmalen des zweiten Teils des ersten Abrufs (Tz 8017 bis 8030) mit folgenden Ausstattungsmerkmalen ausgestattet:
- induktive Ladeflächen in der ersten Klasse
- mehrfarbige Außenanzeigen
- Sitz für Babys/Kleinkinder im Universal-WC
- erweiterte Ambientebeleuchtung
- bessere Mobilfunk-Router für leistungsfähigeres WLAN

## Kritik
Die Barrierefreiheit der Züge wurde unter anderem vom Bundesverband Selbsthilfe Körperbehinderter kritisiert. Da Rollstuhlfahrer beim Einstieg auf das Zugpersonal angewiesen sind, sind die Züge nicht barrierefrei. Dieser Umstand wird insbesondere vor dem Hintergrund der langen Nutzungsdauer eines Zuges kritisiert. Der in eine der Türen integrierte Hublift kann nicht von Rollstühlen mit mehr als 72 cm Breite genutzt werden.

## Übersicht und Zustand der Triebzüge
| Triebzugnummer (Namensgebung)                  | Indienststellung (Aktueller Status) | Zulassungen                       | Umbauten oder Umrüstungen   | Sonstiges |
| ---------------------------------------------- | ----------------------------------- | --------------------------------- | --------------------------- | --- |
| Tz 8001                                        | 26. August 2021                     | Deutschland, Belgien, Niederlande |                             | Erste Fahrt eines Zuges der Baureihe 408 am 27. August 2021 Ab Januar 2022 Testfahrten Erster Fahrgasteinsatz am 3. Januar 2024 als ICE 618 Stuttgart–Köln |
| Tz 8002                                        | 22. Oktober 2021                    | Deutschland, Belgien, Niederlande |                             | Erste Testfahrten in die Niederlande im Juni 2023. Erster Fahrgasteinsatz am 22. Juni 2024 als ICE 900 Frankfurt (Main)–Köln. |
| Tz 8003                                        | 8. Dezember 2021                    | Deutschland, Belgien, Niederlande |                             | Erste öffentliche Präsentation eines Zuges der Baureihe 408 im ICE-Werk Berlin-Rummelsburg am 1. Februar 2022 Erster Fahrgasteinsatz am 6. April 2024 als ICE 529 Düsseldorf–München. Dieser Triebzug entgleiste am 12. Juli 2025 bei einer Rangierfahrt im ICE Werk Frankfurt-Griesheim. Nach Begutachtung der Schäden durch die zuständigen Stellen wurde er zur Reparatur ins Werk Krefeld überführt. |
| Tz 8004                                        | 28. Januar 2022                     | Deutschland, Belgien, Niederlande |                             | September bis Dezember 2022 in Hanau zur Mitarbeiterschulung. Erste Fahrt mit Fahrgästen am 11. Dezember 2022 als ICE 817 Köln–Frankfurt (Main) |
| Tz 8005                                        | 1. März 2022                        | Deutschland, Belgien, Niederlande | Erprobung Propanklimaanlage | Erster Fahrgasteinsatz am 23. Dezember 2023 als ICE 1011 Dortmund–München |
| Tz 8006                                        | 8. April 2022                       | Deutschland, Belgien, Niederlande |                             | Erste Testfahrten in Belgien im März 2023. Erster Fahrgasteinsatz am 21. Juli 2024 als ICE 2513 Frankfurt (Main)–Stuttgart. |
| Tz 8007 Rheinland (seit 8. Februar 2023)       | 30. Mai 2022                        | Deutschland, Belgien, Niederlande |                             | Erste Testfahrt am 8. Juni 2022. Erste Fahrten mit Fahrgästen am 5. Dezember 2022 als ICE 818 und 819. Der Endwagen 408 507 wurde anlässlich der Taufe und des 200-jährigen Bestehens des Kölner Karnevals mit Luftschlangen und der Aufschrift „200 Jahre Kölner Karneval“ beklebt. Diese Beklebung wurde Ende Februar 2023 wieder entfernt. |
| Tz 8008                                        | 9. September 2022                   | Deutschland, Belgien, Niederlande |                             | Erste Fahrt mit Fahrgästen am 12. Dezember 2022 als ICE 815 Köln–Frankfurt (Main) |
| Tz 8009                                        | 5. August 2022                      | Deutschland, Belgien, Niederlande |                             | Erster Fahrgasteinsatz am 26. Dezember 2023 als ICE 903 Köln–Frankfurt (Main) |
| Tz 8010                                        | 21. Oktober 2022                    | Deutschland, Belgien, Niederlande |                             | Erste Testfahrten in Belgien im März 2023 Erster Fahrgasteinsatz am 4. Mai 2024 als ICE 911 Frankfurt (Main)–München |
| Tz 8011                                        | 7. November 2022                    | Deutschland, Belgien, Niederlande |                             | Erste Fahrt mit Fahrgästen am 12. März 2023 als ICE 901 Köln–Frankfurt (Main) |
| Tz 8012                                        | 21. Dezember 2022                   | Deutschland, Belgien, Niederlande |                             | Erste Fahrt mit Fahrgästen am 4. März 2023 als ICE 819 Köln–Frankfurt (Main) |
| Tz 8013                                        | 23. Januar 2023                     | Deutschland, Belgien, Niederlande |                             | Erste Fahrt mit Fahrgästen am 10. April 2023 als ICE 818 Frankfurt (Main)–Köln |
| Tz 8014                                        | 31. März 2023                       | Deutschland, Belgien, Niederlande | Erprobung Propanklimaanlage | Erster Fahrgasteinsatz am 7. Januar 2024 als ICE 613 Köln–München |
| Tz 8015                                        | 24. April 2023                      | Deutschland, Belgien, Niederlande |                             | Erste Fahrt mit Fahrgästen am 7. August 2023 als ICE 712 Mainz–Köln |
| Tz 8016                                        | 19. Mai 2023                        | Deutschland, Belgien, Niederlande |                             | Erste Fahrt mit Fahrgästen am 2. September 2023 als ICE 819 Köln–Frankfurt (Main) |
| Tz 8017                                        | 16. Juni 2023                       | Deutschland, Belgien, Niederlande |                             | Erster Triebzug mit überarbeitetem Innenraumdesign Erste Fahrt mit Fahrgästen am 23. Oktober 2023 als ICE 900 Frankfurt (Main)–Köln |
| Tz 8018                                        | 10. Juli 2023                       | Deutschland, Belgien, Niederlande |                             | Überarbeitetes Innenraumdesign Erstmalig bei Siemens-Werksjubiläum in Krefeld-Uerdingen öffentlich zu sehen gewesen. Erste Fahrt mit Fahrgästen am 16. Dezember 2023 als ICE 817 Köln–Frankfurt (Main) |
| Tz 8019 Düsseldorf (seit 26. Februar 2025)     | 31. Juli 2023                       | Deutschland, Belgien, Niederlande |                             | Überarbeitetes Innenraumdesign Erster Fahrgasteinsatz am 23. Dezember 2023 als ICE 817 Köln–Frankfurt (Main) Wurde am 26. Februar 2025 anlässlich 200 Jahre Düsseldorfer Karneval mit zusätzlicher Werbebeklebung versehen. Taufname „Düsseldorf“ von Triebzug 4611 übernommen, der ab April 2025 ausgemustert wurde. |
| Tz 8020 Amsterdam (seit 12. März 2025)         | 8. September 2023                   | Deutschland, Belgien, Niederlande |                             | Überarbeitetes Innenraumdesign Erster Fahrgasteinsatz am 10. Februar 2024 als ICE 527 Dortmund–München Taufname „Amsterdam“ von Triebzug 4651 übernommen, der ab April 2025 ausgemustert wurde. |
| Tz 8021                                        | 27. Oktober 2023                    | Deutschland, Belgien, Niederlande |                             | Überarbeitetes Innenraumdesign Erster Fahrgasteinsatz am 2. März 2024 als ICE 913 Dortmund–München |
| Tz 8022 Waldecker Land (seit 5. Juni 2024)     | 27. November 2023                   | Deutschland, Belgien, Niederlande |                             | Überarbeitetes Innenraumdesign Erster Fahrgasteinsatz am 2. April 2024 als ICE 711 Köln–Mannheim |
| Tz 8026                                        | 29. April 2024                      | Deutschland, Belgien, Niederlande |                             | Überarbeitetes Innenraumdesign Erster Fahrgasteinsatz am 9. August 2024 als ICE 224 Köln–Amsterdam |
| Tz 8029 Europa/Europe (seit 5. September 2024) | 1. Juli 2024                        | Deutschland, Belgien, Niederlande |                             | Überarbeitetes Innenraumdesign, blauer statt roter Streifen als Nachfolger von Tz 4601. Erster Fahrgasteinsatz am 23. September 2024 als ICE 13411 Brüssel–Berlin (Sonderzug zur InnoTrans 2024 nach Taufe in Brüssel). Taufname „Europa/Europe“ von Triebzug 4601 übernommen, der ab April 2025 ausgemustert wurde. |
| Tz 8031                                        | 16. Dezember 2024                   | Deutschland, Belgien, Niederlande |                             | Überarbeitetes Innenraumdesign Erster Fahrgasteinsatz am 24. Mai 2025 als ICE 2943 Köln–Frankfurt (Main) |
| Tz 8032                                        | 3. März 2025                        | Deutschland, Belgien, Niederlande |                             | Überarbeitetes Innenraumdesign Erster Fahrgasteinsatz am 9. August 2025 als ICE 827 Köln–München |
| Tz 8033                                        |                                     | Deutschland, Belgien, Niederlande | GPS-Lokalisierung des Zuges | Überarbeitetes Innenraumdesign Probe-/Zulassungsfahrt für die genannten Punkte am 10. Dezember 2024 von Lindau nach Freilassing |
| Tz 8034                                        | 9. Dezember 2024                    | Deutschland, Belgien, Niederlande |                             | Überarbeitetes Innenraumdesign Erster Fahrgasteinsatz am 22. März 2025 als ICE 901 Köln–Frankfurt (Main) |
| Tz 8035                                        | 24. Januar 2025                     | Deutschland, Belgien, Niederlande |                             | Überarbeitetes Innenraumdesign Erster Fahrgasteinsatz am 13. April 2025 als ICE 813 Köln–Frankfurt (Main) |
| Tz 8036                                        | 14. Februar 2025                    | Deutschland, Belgien, Niederlande |                             | Überarbeitetes Innenraumdesign Erster Fahrgasteinsatz am 9. Mai 2025 als ICE 905 Köln–Frankfurt (Main) Dieser Triebzug war am 8. Juni 2025 auf der Schnellfahrstrecke Köln–Rhein/Main in einen Unfall verwickelt. Ein entlaufenes Pferd wurde vom etwa 300 km/h schnellen Zug in der Nähe von Deesen erfasst. Der Zug wurde im Frontbereich erheblich beschädigt und das Pferd getötet. Passagiere oder Zugpersonal kamen nicht zu Schaden. Der Zug konnte aus eigener Kraft bis Frankfurt ins ICE-Werk Griesheim zurückfahren. |
| Tz 8037                                        | 5. Mai 2025                         | Deutschland, Belgien, Niederlande |                             | Überarbeitetes Innenraumdesign |
| Tz 8038                                        | 25. März 2025                       | Deutschland, Belgien, Niederlande |                             | Überarbeitetes Innenraumdesign Erster Fahrgasteinsatz am 13. Juni 2025 als ICE 317 Köln–Frankfurt (Main) |
| Tz 8040                                        | 13. Mai 2025                        | Deutschland, Belgien, Niederlande |                             | Überarbeitetes Innenraumdesign Erster Fahrgasteinsatz am 29. Juli 2025 als ICE 1252 Köln–Amsterdam |